# Krzysztof Lewenstein
Krzysztof Lewenstein (ur. 1951 r. w Warszawie) – polski radiotechnik, wykładowca akademicki, prorektor ds. studiów Politechniki Warszawskiej w kadencjach 2012-2016 i 2016-2020.

## Życiorys
Swoją edukację rozpoczął na warszawskim Mokotowie: najpierw w Szkole Podstawowej nr 70 przy ul. Narbutta, a później kontynuował ją w XXVIII Liceum Ogólnokształcącym im. Jana Kochanowskiego przy ul. Wiktorskiej. Po uzyskaniu świadectwa dojrzałości wybrał studia na kierunku Elektronika, choć rozważał też edukację w kierunku mechaniki precyzyjnej. Po uzyskaniu dyplomu magistra inżyniera radiotechniki w specjalności telewizja (w maju 1974 r.) rozpoczął pracę jako asystent stażysta w Zakładzie Elektroniki prof. Janusza Majchra. Zakład ten znajdował się w strukturach Instytutu Budowy Sprzętu Precyzyjnego i Elektronicznego na Wydziale Mechaniki Precyzyjnej. Pod koniec lat 70. XX w. rozpoczął prace nad doktoratem. Stopień doktora nauk technicznych uzyskał dopiero w 1983 r., gdyż w czasie pisania dysertacji odbył półroczny staż w Austrii (w 1981 r.), a po powrocie do kraju, w 1982 r., proces spowolniła śmierć profesora Majchra. Promotorem pracy doktorskiej był doc. W. Włodarski.
W latach 80. pracował głównie nad układami napędowymi i pomiarowymi w obrabiarkach elektroiskrowych budowanych w Instytucie Inżynierii Precyzyjnej i Biomedycznej. Ponadto odbył półroczny staż w Politechnice w Brighton w 1986 r. Lata 90. XX wieku to okres, w trakcie którego przeniósł swoje zainteresowania naukowe w kierunku inżynierii biomedycznej, a przede wszystkim na komputerowe wspomaganie diagnostyki medycznej z zastosowaniem metod sztucznej inteligencji. W tym okresie rozpoczął realizację badań nad diagnostyką choroby wieńcowej z użyciem sztucznych sieci neuronowych. Doświadczenia te posłużyły jako fundament habilitacji, którą uzyskał w roku 2003. Ponadto realizował granty dotyczące rozpoznawania stanów nowotworowych sutka na podstawie komputerowej analizy mammografów, a także projekty poboczne: opracowanie i wdrożenie terminali mobilnych do radiowozów policji i opracowanie nowej rodziny pomp infuzyjnych.
W pracy badawczej koncentruje się na komputerowym wspomaganiu diagnostyki medycznej ze szczególnym uwzględnieniem choroby wieńcowej, wykrywaniem choroby alkoholowej na podstawie polisomnogramu, przesiewowymi badaniami niewydolności mięśnia sercowego wg oryginalnej metody, algorytmami „sztucznej trzustki” dla diabetyków oraz ekspozymetrami narażenia na oddziaływanie pól elektromagnetycznych.
Wypromował 8 doktorów. Posiada 7 patentów. Opublikował ok. 50 prac naukowych.

## Stanowiska
- prorektor ds. studiów PW (w latach 2012-2020)[2]
- profesor nadzwyczajny Politechniki Warszawskiej od 2005 r.
- dziekan Wydziału Mechatroniki PW (w latach 2005-2012)
- prodziekan ds studenckich i ogólnych Wydziału Mechatroniki PW (w latach 1991-1996 i 2002-2005)
- członek Senatu PW (od 2005 r.)

## Członkostwa
- Polska Akademia Nauk

## Ważne publikacje
- Lewenstein Krzysztof: Komputerowe wspomaganie diagnostyki medycznej – przykłady rozwiązań, 2015, Oficyna Wydawnicza Politechniki Warszawskiej;
- Lewenstein Krzysztof: Modele sztucznych sieci neuronowych do oceny testów wysiłkowych stosowanych w diagnostyce choroby wieńcowej, Prace Naukowe Politechniki Warszawskiej. Elektronika, 2002, Oficyna Wydawnicza Politechniki Warszawskiej.